# Silba spinosa
Silba spinosa är en tvåvingeart som beskrevs av Macgowan 2005. Silba spinosa ingår i släktet Silba och familjen stjärtflugor. Inga underarter finns listade i Catalogue of Life.